# HD 136118 b
HD 136118 b는 뱀자리 방향으로 지구로부터 약 171 광년 떨어진 곳에 있는 외계 행성이다. 이 행성의 최소 질량은 목성의 11.9배이다. 큰 질량 때문에 이 행성은 내부 열을 많이 간직하고 있어 뜨겁고 안에서부터 달아올라 있을 것으로 추측된다. 이 행성의 최소 질량은 중수소를 태울 수준에 약간 못 미친다(보통 천문학자들은 목성질량의 13배를 행성과 갈색 왜성의 잠정적 경계로 생각한다). b의 궤도경사각에 따라 이 행성의 실제 질량은 더 클 수 있다. b는 별로부터 2.3 천문단위 떨어져 있으며, 다소 찌그러진 궤도를 약 3년 4개월에 한 바퀴 돈다.
허블 망원경으로 HD 136118의 궤도경사각과 실제 질량을 측정하고 있는데, 천문학자들은 2009년 중순까지 공식 자료를 얻을 수 있으리라 기대하고 있다.